# Dioráma Útok na horu Sapun 7. května 1944
Dioráma Útok na horu Sapun 7. května 1944 (rusky Диорама Штурм Сапун-горы 7 мая 1944 года) je umělecké dílo, připomínající hrdinství sovětských vojáků při osvobození Sevastopolu od nacistů. Celková plocha plátna činí 83 m². Umístěno je ve speciální půlkruhové budově, která je součástí památníku na hoře Sapun, asi 6 km východně od Sevastopolu. V objektu je umístěna také výstava připomínající bitvu o Sevastopol (1941-1942) a osvobození města v květnu 1944.

## Historické okolnosti
Osvobozování Krymu započalo 8. dubna 1944, kdy sovětská vojska vstoupila na poloostrov ze severu přes Perekopskou šíji a z východu přes Kerčský průliv. Již 16. dubna potom Rudá armáda dosáhla hlavní obranné linie nepřítele u Sevastopolu. V ní zaujímala klíčové místo hora Sapun, kde okupanti vyhloubili 3 až 4 linie zákopů, zbudovali betonové bunkry, natáhli drátěné zátarasy a úpatí hory podminovali. Nacistické velení žádalo udržet Sevastopol za každou cenu.
7. května 1944 v 10 hodin a 30 minut zaútočila sovětská vojska na úsek mezi horou Sapun a vesnicí Karaň (dnes Flotskoje). Po celé linii se rozpoutaly krvavé boje, obzvláště v zákopech hory Sapun. Přes silný odpor obránců však přicházely další a další nástupy rudoarmějců, až konečně v 19 hodin a 30 minut stanuli na vrcholku hory Sapun vojíni 77. a 32. gardové střelecké divize.
Samotný Sevastopol byl plně osvobozen 9. května, 12. května se na Chersonésu vzdaly poslední zbytky fašistických jednotek.

## Vznik diorámatu
Předlohou pro dioráma byl obraz sovětského malíře Pjotra Tarasoviče Malceva, který namaloval v letech 1956-1957 obraz Útok na horu Sapun. Dílo bylo oceněno na Všesvazové umělecké výstavě u příležitosti 40 let Sovětských ozbrojených sil a následně bylo rozhodnuto o vytvoření diorámatu Útok na horu Sapun 7. května 1944 v podobném duchu.
Autorem diorámatu jsou umělci P. T. Malcev, G. I. Marčenko a N. S Prisekin. Vojenským konzultantem byl hrdina Sovětského svazu, kapitán 1. stupně G. V. Ternovskij. Během 7 měsíců vytvořili obrovské plátno o rozměru 5,5 m na 25,5 m (83 m²). Aby byl účinek co nejpůsobivější, objekty na plátně jsou zobrazeny v životní velikosti a předměty v popředí (děla, pušky, šrapnely atd.) skutečně figurovaly v útoku na horu Sapun.
Obě části plátna byly z Moskvy do Sevastopolu dopraveny v srpnu 1959 a byly instalovány do speciálně pro tyto účely zřízené půlkruhové budovy v západní části památníku na hoře Sapun. Architekt V. P. Petropavlovskij organicky začlenil budovu mezi ostatní objekty památníku (věčný oheň, pamětní zeď, pomník Sáva vojínům-osvoboditelům).
Slavnostní otevření proběhlo 4. listopadu 1959. V letech 1959 až 1999 navštívilo dioráma 24 milionů návštěvníků.

## Galerie

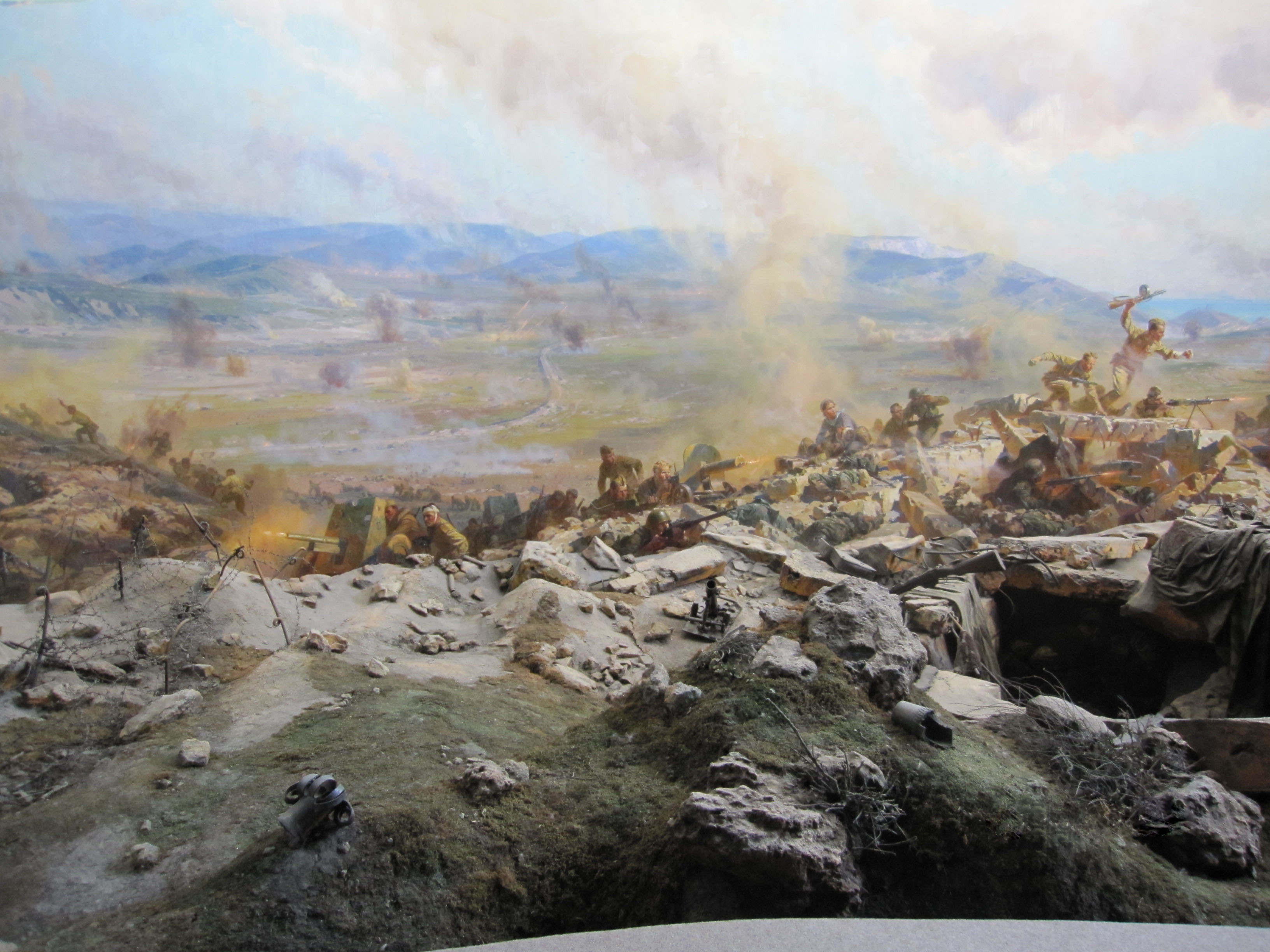
Detail dioramatu
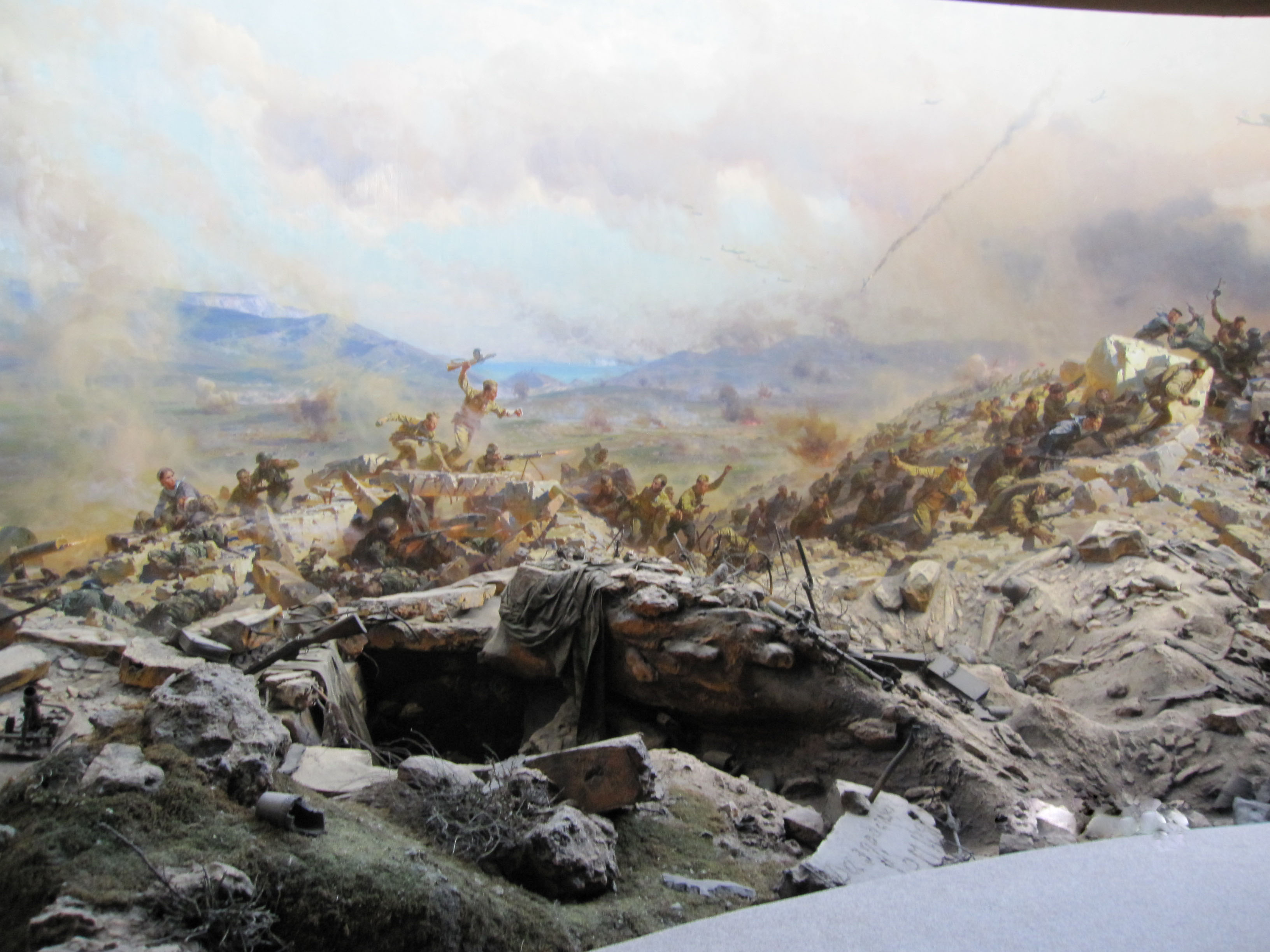
Detail dioramatu
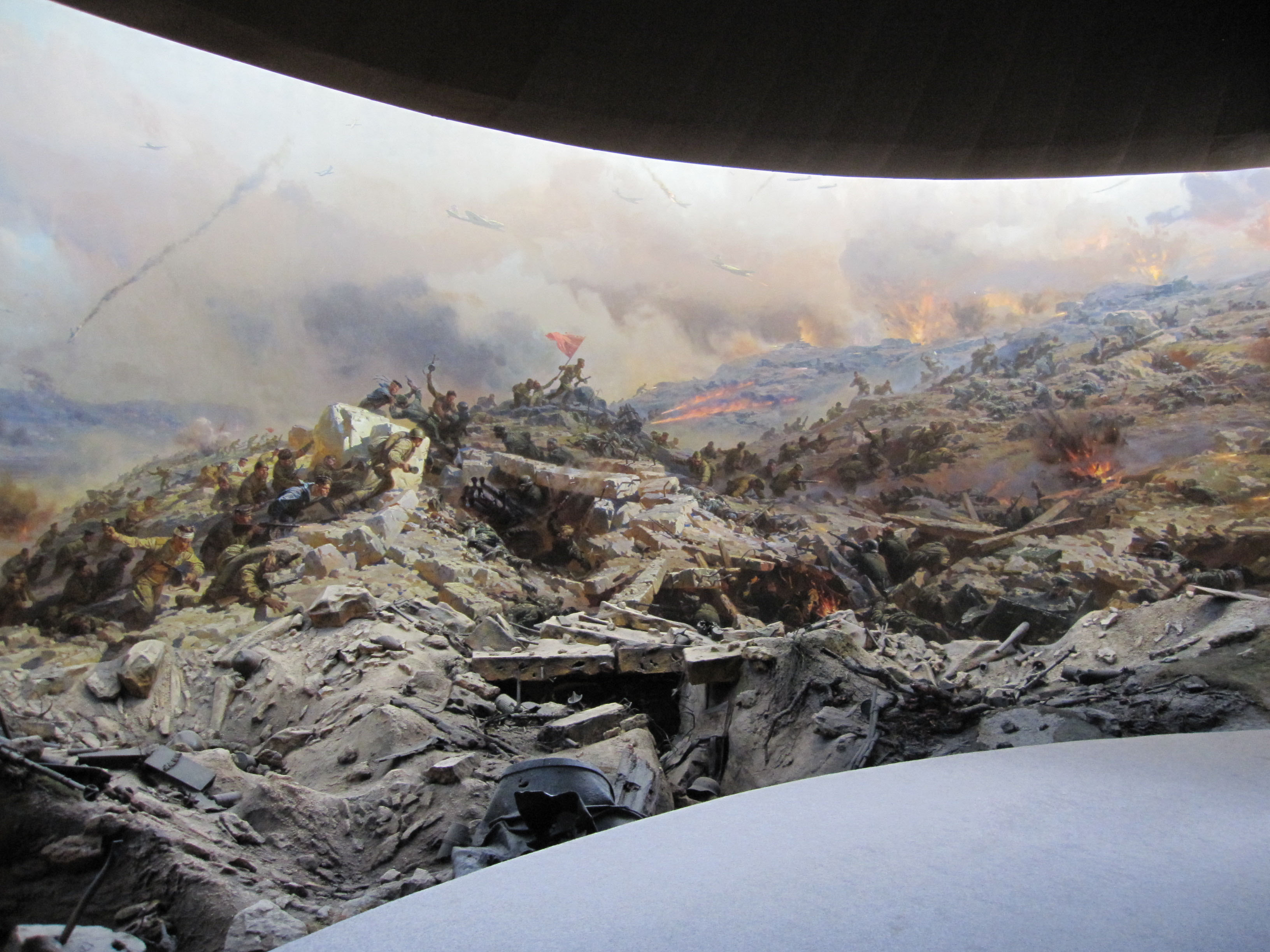
Detail dioramatu
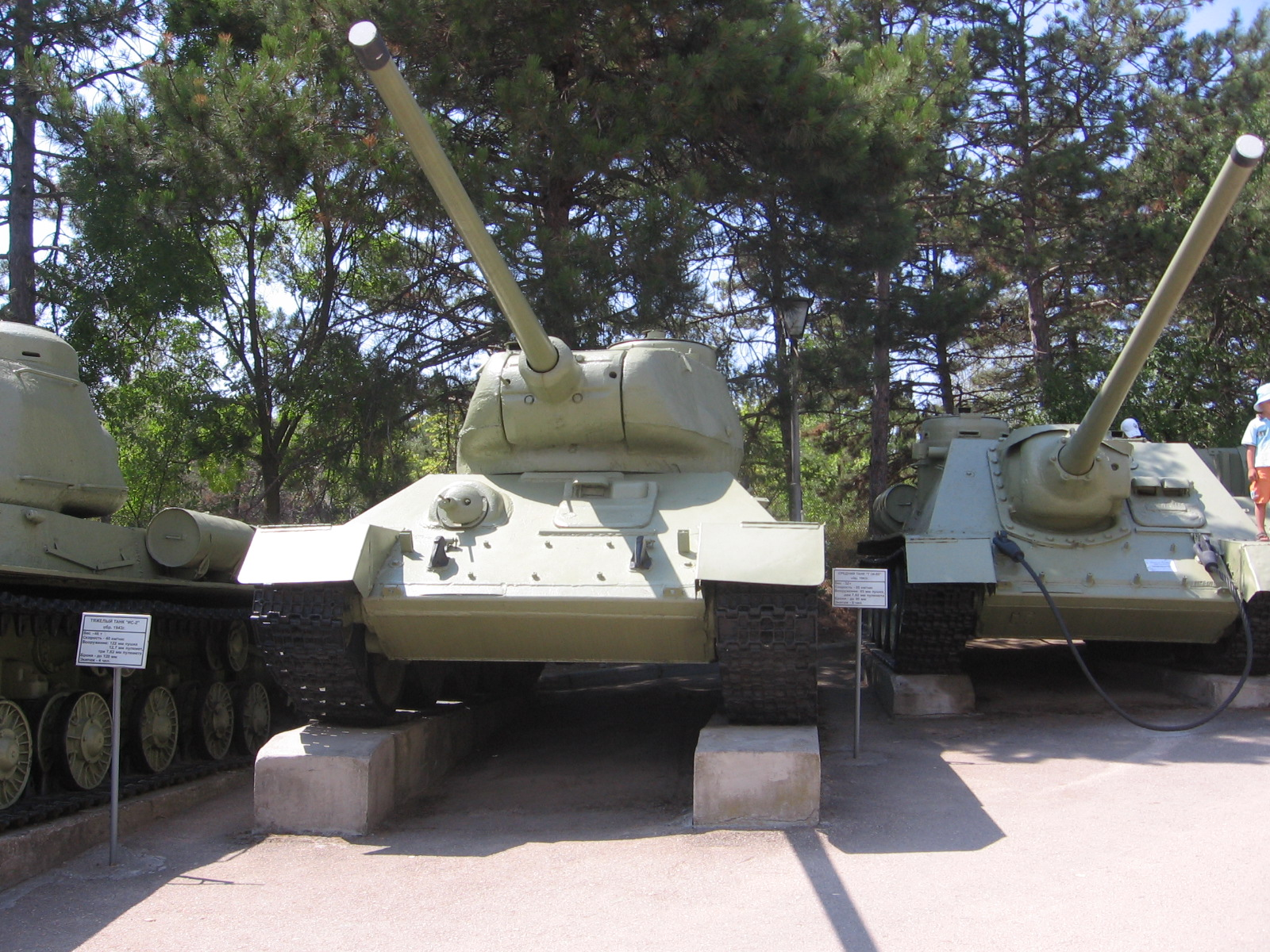
Výstava vojenské techniky před budovou
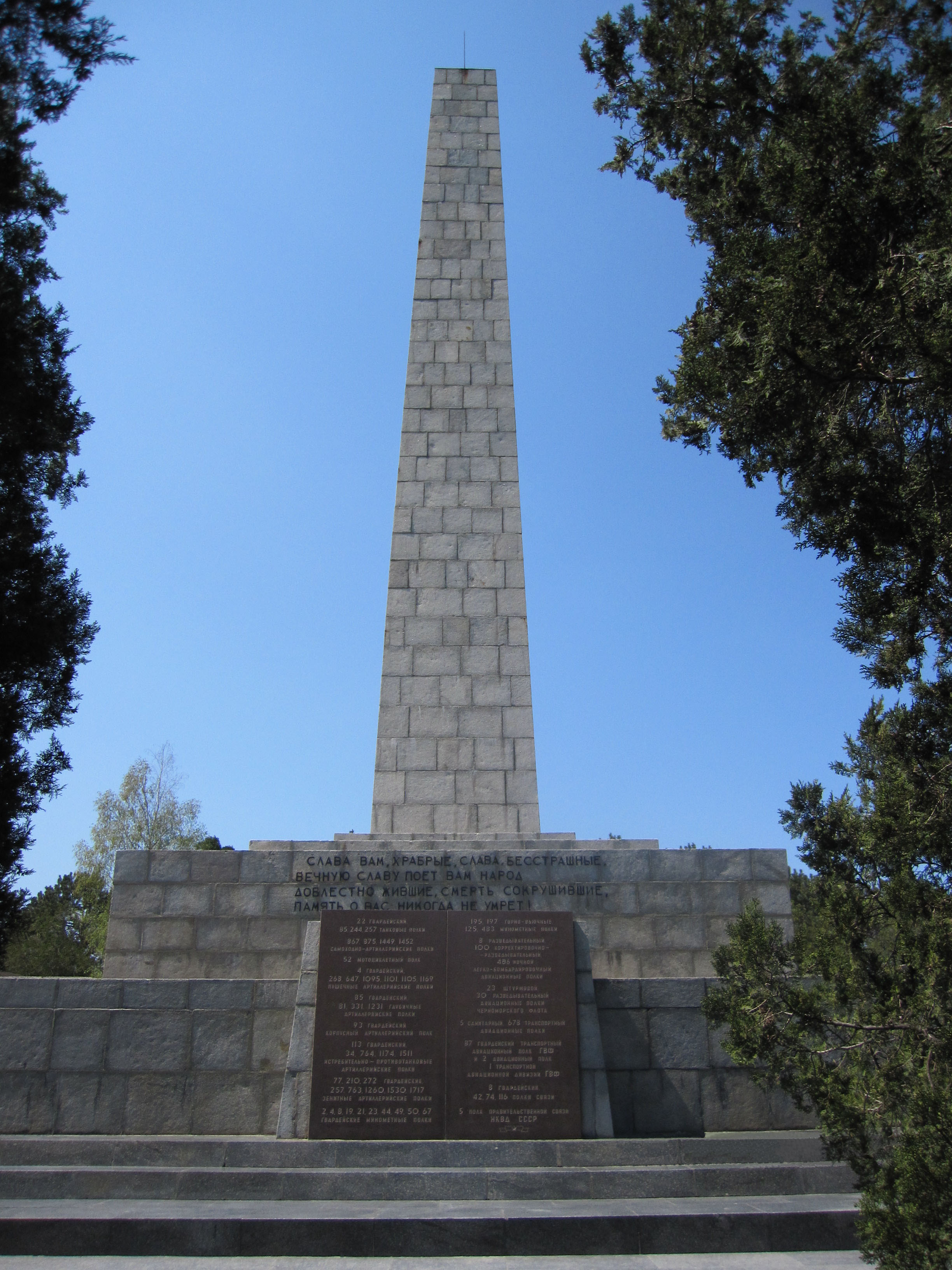
Pomník Sáva vojínům-osvoboditelům